# Elisabeth Rynell
Elisabeth Rynell (Estocolmo, 17 de mayo de 1954) es una escritora y poetisa sueca que ha incursionado principalmente en los géneros de la novela y poesía; de hecho, una de sus primeras publicaciones fue la colección de poemas Lyrsvit m.m. gnöl en 1960. 
Ha recibido diversos reconocimientos, entre ellos el Premio Dobloug de la Academia Sueca en 2007 y el Premio Sara Lidman 2014 y el Premio Eyvind Johnson el mismo año.

## Obras
- Lyrsvit m.m. gnöl — 1975 (poesía)
- Veta hut — 1979 (novela)
- Onda dikter — 1980 (poesía)
- Humanismens seger — 1982 (ensayo sobre Erich Fromm)
- Sorgvingesång — 1985 (poesía)
- Sjuk fågel — 1988 (poesía)
- Nattliga samtal — 1990 (poesía)
- En berättelse om Loka — 1990 (novela)
- Öckenvandrare — 1993 (poesía)
- Hohaj — 1997 (novela)
- Till Mervas — 2002 (novela)
- I mina hus — 2006 (poesía)
- Hitta hem — 2009 (novela)
- Skrivandets sinne — 2013 (ensayo)